# Зимичев, Анатолий Михайлович
Анато́лий Миха́йлович Зи́мичев (17 апреля 1938, Москва — 22 июня 2016, Санкт-Петербург) — советский и российский психолог, доктор психологических наук, профессор, создатель гибких автоматизированных обучающих систем (ГАОС), основатель психологии политической борьбы.

## Биография
Анатолий Михайлович Зимичев родился 17 апреля 1938 г. в семье дипломатического работника.
В 1949—1954 гг. Анатолий Зимичев — кадет Воронежского суворовского военного училища. С 1957 года по 1960 год обучался в Московском медицинском училище № 1. В 1968 году окончил психологический факультет Ленинградского университета имени А. А. Жданова. Доктор психологических наук (1990), профессор (1996), вице-президент Санкт-Петербургского психологического общества (1996—2014), председатель секции психологии Дома ученых им. Горького РАН (2007—2016).
В разные годы занимал должности профессора кафедры политической психологии факультета психологии Санкт-Петербургского государственного университета, профессора кафедры гуманитарного образования Санкт-Петербургского государственного морского технического университета, профессора кафедры общей психологии Санкт-Петербургского института психологии и акмеологии, заведующего кафедрой педагогики и психологии индустриально-педагогического факультета РГПУ имени А. И. Герцена.
В 2016 году А. М. Зимичев в знак признания своих заслуг перед профессиональным психологическим сообществом удостоен номинации «Патриарх российской психологии» в рамках Национального профессионального психологического конкурса «Золотая Психея».

## Научная деятельность
Проблематика научных исследований А. М. Зимичева очень широка. Она охватывает акмеологию, педагогическую психологию и педагогику, инженерную психологию и психологию труда, этнопсихологию, политическую и гражданскую психологию, методологические проблемы психологии как науки. А. М. Зимичевым разработаны эффективные психотехнологии интенсификации и автоматизации обучения, оригинальные концепции таксономии педагогических целей, биологических, социально-биологических и социальных целей жизнедеятельности человека, психологии межэтнического взаимодействия, взаимоотношений гражданина и государства, законовосприятия, объективно и субъективно-ориентированного законотворчества.
Концептуально разработал и внедрил в практику гибкие автоматизированные обучающие системы (ГАОС). В 1985 году макет ГАОС демонстрируется на выставке «ИНТЕНСИФИКАЦИЯ — 90» и награждается Дипломом первой степени и медалью «Лауреат ВДНХ СССР».

## Основные труды
- Зимичев А. М. Создание автоматизированных систем ускоренного обучения для средних профтехучилищ. Москва: Высшая школа, 1986.
- Зимичев А. М. Психология политической борьбы. СПб., Санта,1993.
- Сухов П. Ю., Сухова М. В., Сологуб И. П. Учимся учиться. Науч. ред. А. М. Зимичев. Ленинград. Лениздат, 1990.
- Г. С. Никифоров, А. М. Зимичев, С. И. Макшанов и др. Психология профессиональной подготовки.; СПбГУ; Общ. ред. Г. С. Никифорова. СПб. , 1993
- Зимичев А. М. Избранные произведения. СПб.: Изд-во Центра политических и психологических исследований, 2008.
- Зимичев А. М. Психология межличностной борьбы. Как победить противника в публичной дискуссии М.: Ломоносовъ, 2009.
- Зимичев А. М. Психология политической борьбы. М.: Ломоносовъ, 2010.
- Psychology. Politics. Contest (Психология. Политика. Борьба). изд. «SE&JS Publishers», Tallinn, 2011